# Navirail
Navirail OÜ (AB), är ett estniskt rederi som idkar gods- och passagerartrafik mellan Estland och Finland. Rederiet grundades 2007 av amerikanska, estniska och finländska investerare. Huvudkontoret ligger i Tallinn. Rederiets koncept är i första hand godstrafik och i andra hand bilburen passagerartrafik.

## Historia
Rederiet har till dags dato (2014) haft i bruk fem fartyg, ro-ro-fartyget M/S Ahtela, ro-ro-fartyget M/S Fellow, ro-pax-fartyget M/S Via Mare, ro-pax-fartyget M/S Translubeca och  ro-pax-fartyget M/S Liverpool Seaways.
I början av mars 2008 inledde det inchartrade ro-ro-fartyget Ahtela trafiken på rutten Helsingfors– Muuga i Estland.  Den 17 januari 2010 tog det inchartrade ro-ro-fartyget M/S Fellow över rutten som den trafikerade till ett okänt datum i april 2011. M/S Fellow såldes av dess ägare den 15 april 2011 till Kensill Trading Ltd, Basseterre, St Kitts & Nevis. Linjen Helsingfors– Muuga lades ned i samband med detta. I början av april 2011 öppnade Navirail en ny linje mellan Paldiski i Estland och Helsingfors i Finland. Rederiet satte in det helägda ro-pax-fartyget M/S Via Mare, men den rutten blev inte långvarig. Den sista avgången från Helsingfors till Paldiski ägde rum den 28 november 2011. Den 30 november 2011 sattes M/S Via Mare in i trafik på den nya linjen Paldiski– Hangö (Finland). Fartyget trafikerade mellan Hangö och Paldiski nio gånger i veckan i båda riktningarna fram till strax före julhelgen 2011. Efter en längre tids uppehåll inleddes trafiken på nytt den 12 juni 2012 med ett nytt ro-pax-fartyg, M/S Translubeca .
M/S Translubeca trafikerade linjen fram till 8 januari 2014, då den ersattes av ett nytt större ro-pax-fartyg, M/S Liverpool Seaways. 